# Marek Kossakowski (aktor)
Marek Kossakowski (ur. 25 lipca 1984 w Toruniu) – polski aktor filmowy. W latach 2003–2004 był studentem PWST we Wrocławiu, absolwent Studia L'Art w Krakowie i Warszawskiej Szkoły Filmowej.

## Filmografia

### filmy
- 2006: Wszyscy jesteśmy Chrystusami
- 2007: Evol
- 2008: Szafy jako doktor
- 2008: Echo jako Damian
- 2008: Umbra jako Artur
- 2008: Ćma jako On
- 2009: Generał Nil jako milicjant na stacji w Białej Podlaskiej
- 2009: Mniejsze zło jako student
- 2009: Chanel i Strawiński (Coco Chanel & Igor Stravinsky) jako Vaslav Nijinsky
- 2010: Barbakan jako Emil
- 2011: 1920 Bitwa warszawska jako Jones
- 2011: 80 milionów jako cinkciarz Zdzich
- 2011: Popatrz na mnie jako policjant Kamil
- 2012: Hans Kloss. Stawka większa niż śmierć jako Baum
- 2012: Felix, Net i Nika oraz Teoretycznie Możliwa Katastrofa jako żołnierz niemiecki
- 2013: Psubrat jako brat
- 2013: Zabicie ciotki jako Jurek
- 2013: Ojcze masz jako manager
- 2014: Hiszpanka jako Sylwin Strakacz, sekretarz Paderewskiego
- 2014: Fastfood jako Robert
- 2015: Spitsbergen
- 2016: Planeta singli jako randkowicz Patryk
- 2016: Diversion End jako Brando
- 2018: Pitbull. Ostatni pies jako Górski
- 2018: Kler jako proboszcz parafii miejskiej
- 2020: Zenek jako facet

### seriale
- 2008: Wydział zabójstw jako Karol Stambor (odc. 24)
- 2009: Siostry jako ministrant
- 2010: Usta usta jako Bartek (odc. 15)
- 2010: Ojciec Mateusz jako Witek Czarnocki, syn Małgorzaty (odc. 58)
- 2010: Chichot losu jako chłopak z wieszakami (odc. 12)
- 2011: Instynkt jako „Suchy” (odc. 8)
- 2014: Na dobre i na złe jako Filip (odc. 561)
- 2014: Lekarze nocą jako szaman (odc. 9)
- 2014: Komisarz Alex jako Sebastian Gut (odc. 58)
- od 2015: Klan jako Daniel Ross, syn Moniki Ross-Nawrot
- 2016: Druga szansa jako Sebastian Ruciński, ojciec Zuzi (odc. 6)
- 2017: Ojciec Mateusz jako stręczyciel Borys Morenko „Kogut” (odc. 236)
- 2017: Wojenne dziewczyny jako recepcjonista
- 2017–2019: Barwy szczęścia jako Rafał Krzepiński
- 2023: Korona królów Jagiellonowie jako Erazm